# فشرده‌سازی بااتلاف

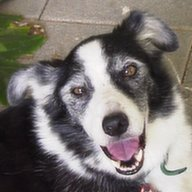
فشرده‌سازی کم اطلاعات ۸۴ درصد کمتر از اطلاعات تصویر اصلی

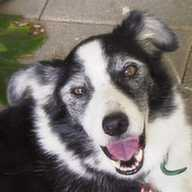
فشرده‌سازی متوسط اطلاعات ۹۲ درصد کمتر ازاطلاعات تصویر اصلی

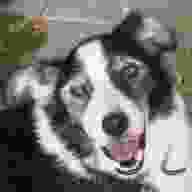
فشرده‌سازی بالا اطلاعات ۹۸ درصد کمتر ازاطلاعات تصویر اصلی

فشرده‌سازی بااِتلاف (Lossy compression)، نوعی فشرده‌سازی داده‌ها است که در آن داده‌ها طوری فشرده می‌شوند که پس از بازیابی، دادهٔ بازیابی‌شده اندکی با دادهٔ اصلی فرق دارد اما هنوز قابل‌ استفاده‌ است.
در فناوری اطلاعات فشرده‌سازی با اتلاف به گونه‌ای از فشرده‌سازی اطلاق می‌شود که در آن از تقریب‌های نادقیق و انصراف از بخشی از داده‌ها در ذخیره کردن و نمایش داده‌ها استفاده می‌شود، برخلاف فشرده‌سازی بدون‌اتلاف که این چنین نیست. از این تکنیک‌ها برای کاهش حجم داده و سهولت بیشتر در تبادل آن استفاده می‌شود. تصاویری که با درجات مختلف از فشرده‌سازی با اتلاف از یک سگ در اینجا آمده به خوبی بیانگر این مسئله است که با افزایش مقدار فشرده‌سازی، کیفیت تصویر کم می‍‌شود. معمولاً میزان کاهش حجم در فشرده‌سازی با اتلاف به مراتب بیشتر از فشرده‌سازی بدون‌اتلاف می‌باشد.
تکنیک‌های فشرده‌سازی با اتلاف مناسب معمولاً حجم فایل را تا حد قابل ملاحظه‌ای کاهش می‌دهند تا کاربر بتواند تغییر محسوسی در کیفیت آن ملاحظه کند، و حتی در این زمان نیز ممکن است جهت سهولت انتقال فشرده‌سازی با اتلاف بیشتری نیز مطلوب باشد.
فشرده‌سازی با اتلاف بیشترین کاربرد را در فایل‌های چندرسانه‌ای (فیلم، صوت و تصویر) دارد، به ویژه در برنامه‌های پخش زنده و مکالمات اینترنتی. از طرف دیگر، فشرده‌سازی بدون‌اتلاف معمولاً در فایل‌های متنی و داده‌ای همچون اسناد بانکی کاربرد دارد. در بسیاری از موارد سودمند خواهد بود که یک فایل ریشه‌ای بدون اتلاف بسازیم تا برای تولید فایل‌های فشرده‌شده به‌کار رود، به عنوان مثال، یک فایل چند مگابایتی را می‌توان با حجم اصلی برای چاپ به عنوان یک تبلیغات تمام صفحه در یک مجله باکیفیت به‌کار برد، و یک نسخه فشرده‌شده از فایل با حجم ۱۰ کیلوبایت را برای یک تصویر کوچک در یک سایت اینترنتی به‌کاربرد.

## فشرده‌سازی بااتلاف و فشرده‌سازی بدون‌اتلاف
روش‌های متنوعی برای فشرده‌سازی یک فایل دیجیتال به گونه‌ای که حجم کمتری را اشغال کند وجود دارد، بدون آن که چیزی از خود فایل کاسته شود. به عنوان مثالی ساده، در یک تصویر که شامل تعدادی نقطه است و مثلاً ۲۰۰ نقطه قرمز دارد به جای ذخیره تمام آن‌ها می‌توان ذخیره کرد که ۲۰۰ عدد نقطه قرمز وجود دارد.
البته همیشه یک حداقل حجم داده هست که می‌توان تا آن بدون از دست دادن اطلاعات اصلی فایل را فشرده نمود. اگر فشرده‌سازی تا این حد انجام شود آن را فشرده‌سازی بدون‌اتلاف نامند و اگر فراتر از آن فشرده شود آن را فشرده‌سازی بااتلاف نامند. وقتی داده فشرده می‌شود، آنتروپی آن افزایش می‌یابد، و این افزایش نمی‌تواند نامتناهی باشد. به عنوان یک مثال، می‌دانیم که با فشرده‌سازی یک فایل و ذخیره‌سازی آن به فرمت ZIP، حجمش نسبت به فایل اصلی کاهش می‌یابد، ولی با فشرده‌سازی متوالی همان فایل نمی‌توان حجم آن را از حدی کمتر کرد و به نیستی میل داد. اکثر الگوریتم‌های فشرده‌سازی به قدری هوشمند هستند که بتوانند تشخیص دهند که ادامه آن مفید خواهد بود یا خیر.
معمولاً عبارات «فشرده‌سازی بازگشت پذیر» و «فشرده‌سازی بازگشت ناپذیر» به ترتیب به جای «فشرده‌سازی بدون‌اتلاف» و «فشرده‌سازی بااتلاف» به کار برده شده و بر آن‌ها ارجحیت دارند، مخصوصاً در علوم پزشکی، تا از بار منفی کلمه «اتلاف» دوری شود.

## کدگذاری تبدیلی
به‌طور کلی، برخی گونه‌های فشرده‌سازی بااتلاف را می‌توان کاربردی از کدگذاری تبدیلی تلقی کرد - در مورد فایل‌های چندرسانه‌ای، کدگذاری ادراکی: بدین‌نحو که داده خام اولیه را به یک دامنه تصویر می‌کنیم که به شکل دقیق‌تری بیان‌گر محتوای اطلاعات مدنظر ما باشد. به عنوان مثال، می‌توان برای بیان یک فایل صوتی، به‌جای استفاده از سطوح مختلف شدت صدا در طول زمان از نوسانات فرکانس صوت در طول زمان بهره برد که به درک انسان از مفهوم صدا قرابت بیشتری دارد.
در عین حالی که تقلیل داده (فشرده‌سازی، چه بااتلاف و چه بی‌اتلاف) از اهداف اصلی کدگذاری تبدیلی می‌باشد، زمینه پیگیری اهداف موازی دیگری همچون حفظ کامل کیفیت اولیه فایل با حجمی کمتر یا کمک به فرایند متوازن‌سازی صوت (Equalization) را نیز فراهم می‌نماید، چراکه در فرایند فشرده‌سازی انتخابی عمل کرده و به جای تراکم یکنواخت داده، صرفاً بخش‌هایی با کمترین اثرگذاری را فشرده می‌نماید تا ضمن انجام فرایند فشرده‌سازی انتخابی، نرخ بیت (Bit rate) و عمق فایل صوتی را حفظ نماید. همچنین فرایند متوازن‌سازی صوت (Equalization) نیز به طبیعی‌ترین شکل خود در دامنه فرکانس صوت انجام می‌شود، نه در دامنه زمان صوت، که به همین دلیل تصویر نمودن فایل اولیه صوتی به نوسانات فرکانس صوت در طول زمان می‌تواند برای این فرایند مفید واقع شود.

## مقایسه فشرده‌سازی بااتلاف و فشرده‌سازی بی‌اتلاف
امتیاز روش‌های فشرده‌سازی بااتلاف در برابر روش‌های فشرده‌سازی بی‌اتلاف این است که در برخی موارد روش‌های فشرده‌سازی بااتلاف می‌توانند فایل فشرده‌سازی شده با حجمی بسیار کمتر از هر روش فشرده‌سازی بی‌اتلاف تولید کنند، و در عین حال ملزومات و نیازهای کاربردی آن را برآورده نمایند.

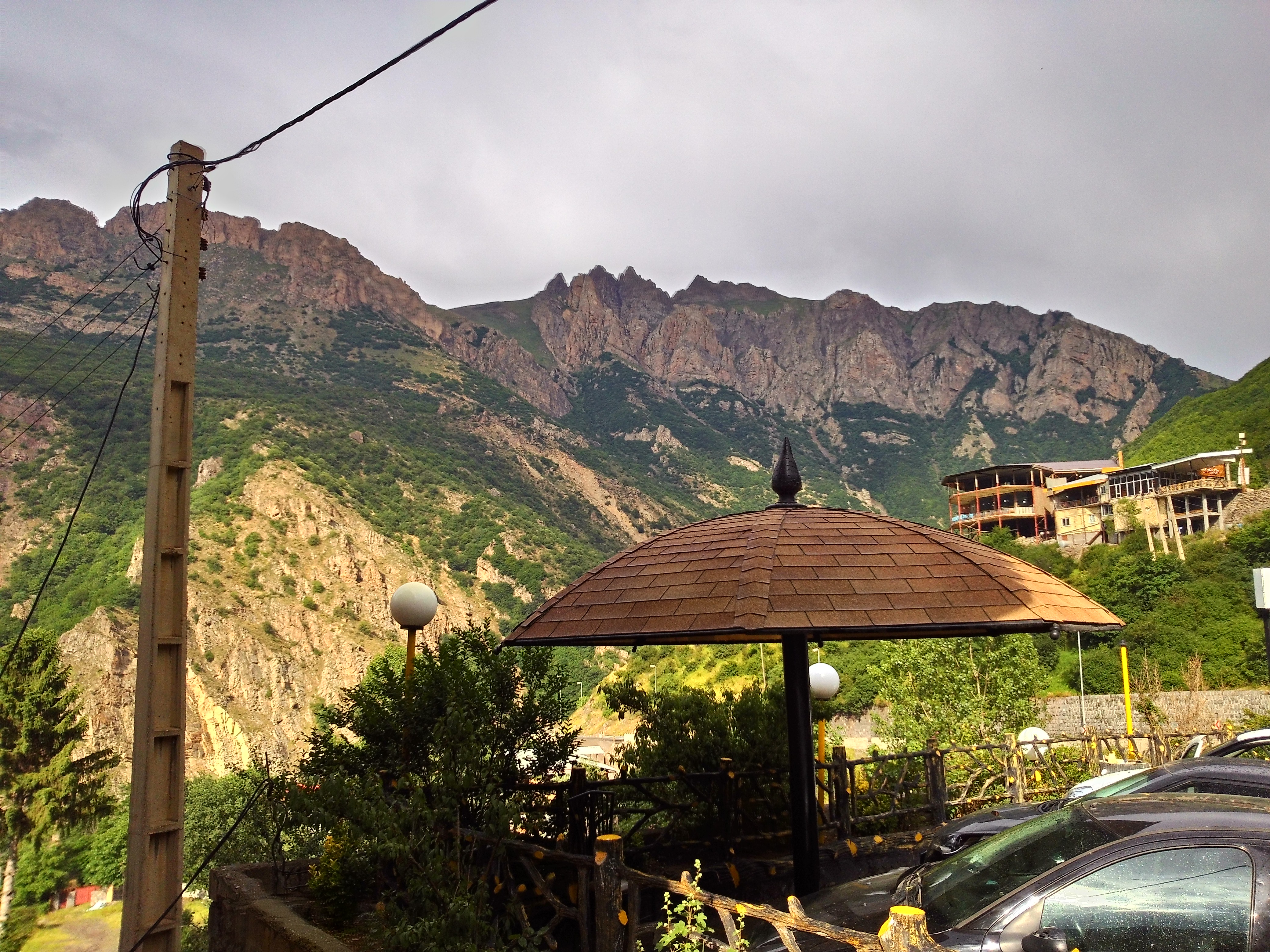
تصویری با کیفیت اصلی از کوه‌های زیبای منطقه ولی‌آباد، شهر سیاه‌بیشه، استان مازندران، ایران در تاریخ دوشنبه ۷ تیر ۱۳۹۵ خورشیدی

نسخه فشرده‌سازی شده بااتلاف (با ۴۳ درصد کاهش حجم) با الگوریتم فشرده‌سازی مناسب تصویری از کوه‌های زیبای منطقه ولی‌آباد، شهر سیاه‌بیشه، استان مازندران، ایران در تاریخ دوشنبه ۷ تیر ۱۳۹۵ خورشیدی، که در آن حالت ایدئال غیرقابل تشخیص توسط حواس انسان بودن ((Transparent (imperceptible) به شکل مناسبی رعایت شده‌است.

روش‌های فشرده‌سازی بااتلاف عموماً برای فشرده‌سازی صوت، تصویر و ویدئوها به کار می‌روند، چراکه این‌گونه فایل‌ها برای استفاده مستقیم کاربر و تفسیر توسط انسان (Human interpretation) ساخته می‌شوند و ذهن انسان خود به راحتی می‌تواند «جاهای خالی فایل را پر نماید» یا به علت خطاهای ادراک انسانی از ناپیوستگی‌های بسیار جزئی چشم‌پوشی نماید، به‌گونه‌ای که روش‌های فشرده‌سازی بااتلاف در حالت ایدئال غیرقابل تشخیص توسط حواس انسان ((Transparent (imperceptible) درنظرگرفته می‌شوند، که این ویژگی با تستی تحت عنوان ABX Test سنجیده می‌شود.

## ویرایش فایل‌های کدگذاری شده به روش‌های فشرده‌سازی بااتلاف
یک نقطه ضعف مهم روش‌های فشرده‌سازی بااتلاف این است که ویرایش فایل‌های کدگذاری شده به روش‌های فشرده‌سازی بااتلاف منجر به از دست رفتن داده در فرایند کدگذاری مجدد اطلاعات می‌شود. تنها روش مقابله با این مسئله نامطلوب آن است که ویرایش موردنظر خود را بر روی یک کپی از فایل اصلی با کیفیت بالای اولیه (که می‌تواند حاصل کدگشایی یک نسخه کم‌حجم‌تر با روش‌های فشرده‌سازی بی‌اتلاف باشد، چراکه آن روش‌ها چنین مشکلی ندارند) انجام دهیم و از آن یک نسخه کم‌حجم‌تر با روش‌های فشرده‌سازی بااتلاف بسازیم، همان‌گونه که برای ویرایش تصاویر از فرمت خام تصویر (raw image format) به جای فرمت JPEG استفاده می‌شود.
شایان توجه است که حتی اگر یک فایل که به روش‌های فشرده‌سازی بااتلاف تولید شده‌است را کدگشایی نموده و مجدداً به روش‌های فشرده‌سازی بی‌اتلاف تولید کنیم، حجم فایل تولیدی حاصل از این فرایند می‌تواند با فایل اولیه قبل از انجام فشرده‌سازی بااتلاف قابل مقایسه و تقریباً برابر باشد، حال آن‌که اطلاعاتی که در این فرایند از دست رفته است قابل بازیابی نخواهد بود (و این فرایند به هیچ وجه موجه و معقول به نظر نمی‌رسد).
اگر نگه‌داری فایل فشرده‌سازی شده با روش‌های بااتلاف بدون فایل اصلی مدنظر باشد، شایسته است که پیش از تصمیم‌گیری نهایی در این مورد، به نیاز احتمالی به ویرایش فایل در آینده و احتمال نیاز به بازیابی مجدد فایل باکیفیت اولیه به دلایل گوناگون توجه شود.
همواره باید این مسئله را به یادداشت که تبدیل یک فایل فشرده‌شده بااتلاف به یک فایل فشرده‌شده بی‌اتلاف بی‌فایده بوده و هیچ بهبود کیفیتی را به همراه نخواهد داشت و کاری عبث خواهد بود، همانند آن‌که برای دستیابی به نسخه اصلی یک مدرک، یک نسخه اصلی از روی فتوکپی آن بسازیم که در بهترین حالت کیفیتی معادل همان فتوکپی را خواهد داشت.

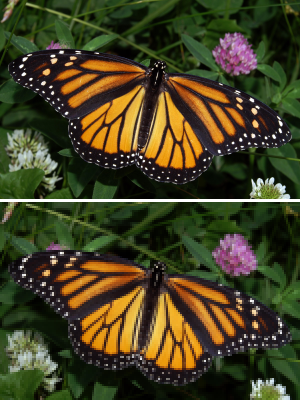
نمونه‌ای از کار یک الگوریتم فشرده‌سازی بااتلاف نامناسب (پایین) در برابر تصویر اصلی (بالا)

## روش‌ها و متدهای فشرده‌سازی بااتلاف

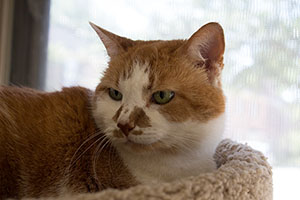
فشرده‌سازی کم (کیفیت بالا با فرمت JPEG)

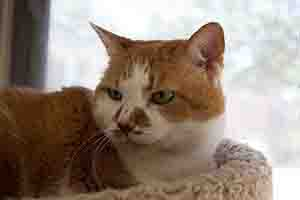
فشرده‌سازی زیاد (کیفیت پایین با فرمت JPEG)

### گرافیکی

#### تصاویر
- (Cartesian Perceptual Compression (CPC
- DjVu
- Fractal compression
- ICER، به کار رفته در کاوش‌گر فضایی بر مریخ
- JBIG2 (برای فشرده‌سازی بدون‌اتلاف یا بااتلاف)
- JPEG
- JPEG XR، از فرزندان JPEG (برای فشرده‌سازی بدون‌اتلاف یا بااتلاف)
- Progressive Graphics File (برای فشرده‌سازی بدون‌اتلاف یا بااتلاف)
- S3TC، فشرده‌سازی مناسب برای گرافیک سه بعدی رایانه ای
- [۱] Wavelet compression

#### ویدئو
- Motion JPEG
- MPEG-1 Part 2
- MPEG-2 Part 2
- MPEG-4 Part 2
- H.264/MPEG-4 AVC (ممکن است بدون اتلاف باشد، حتی در برخی از قسمت‌های فیلم)
- Ogg Theora (شهرت یافته به علت عدم محدودیت پتنت)
- Dirac
- Sorenson video codec
- VC-1
- H.265/HEVC (برای فشرده‌سازی بالای فیلم‌ها به کار می‌رود)[۱]

### صوت

#### موسیقی
- Advanced Audio Coding) AAC)
- ADPCM
- ATRAC
- (Dolby Digital (AC-3
- MPEG-1 Audio Layer II
- MP2
- MP3
- Musepack (بر مبنای Musicam)
- Ogg Vorbis (شهرت یافته به علت عدم محدودیت پتنت)
- WMA (امکان فشرده‌سازی بدون‌اتلاف نیز دارد)[۱]